# Cyosoprocta
Cyosoprocta är ett släkte av tvåvingar. Cyosoprocta ingår i familjen parasitflugor.
Kladogram enligt Catalogue of Life:
| Cyosoprocta | \| \| Cyosoprocta auriceps \| \| \| \| \| \| Cyosoprocta funebris \| \| \| \| |
|             | \| \| Cyosoprocta auriceps \| \| \| \| \| \| Cyosoprocta funebris \| \| \| \| |
|             | Cyosoprocta auriceps                                                          |
|             |                                                                               |
|             | Cyosoprocta funebris                                                          |
|             |                                                                               |